# Preures
Preures ist eine französische Gemeinde mit 624 Einwohnern (Stand 1. Januar 2022) im Département Pas-de-Calais in der Region Hauts-de-France. Sie gehört zum Arrondissement Montreuil und zum Kanton Lumbres.
Nachbargemeinden von Preures sind Bourthes im Nordosten, Hucqueliers im Osten, Bimont im Südosten, Alette und Clenleu im Süden, Beussent im Südwesten, Enquin-sur-Baillons im Westen und Bezinghem im Nordwesten.

## Bevölkerungsentwicklung
| Jahr      | 1962 | 1968 | 1975 | 1982 | 1990 | 1999 | 2007 |
| Einwohner | 536  | 514  | 472  | 509  | 426  | 448  | 524  |